# Каримово (Бижбулякский район)
Кари́мово (баш. Кәрим) — деревня в Бижбулякском районе Башкортостана, относится к Аитовскому сельсовету.

## История
Название происходит от личного имени Кәрим.
Статус деревня, сельского населённого пункта, посёлок получил согласно Закону Республики Башкортостан от 20 июля 2005 года N 211-з «О внесении изменений в административно-территориальное устройство Республики Башкортостан в связи с образованием, объединением, упразднением и изменением статуса населенных пунктов, переносом административных центров».

## Географическое положение
Расстояние до:
- районного центра (Бижбуляк): 21 км,
- центра сельсовета (Аитово): 6 км,
- ближайшей ж/д станции (Приютово): 63 км.

## Население
| 2002 | 2009 | 2010 |
| ---- | ---- | ---- |
| 155  | ↘123 | ↘116 |

Национальный состав
Согласно переписи 2002 года, преобладающие национальности — татары (61 %), башкиры (39 %).